# دوست آمریکایی
دوست آمریکایی (به انگلیسی: The American Friend) فیلمی در ژانر جنایی، درام، مرموز و مهیج به کارگردانی ویم وندرس محصول سال ۱۹۷۷ است. بازیگرانی مانند دنیس هاپر بازی کرده‌اند.